# I Know What You Want
I Know What You Want is een nummer van de Amerikaanse rapper Busta Rhymes en de eveneens Amerikaanse zangeres Mariah Carey uit 2003. Het nummer bevat ook een rap van Rhymes' rapgroep, the Flipmode Squad. Het is de tweede en laatste single van Rhymes' zesde studioalbum It Ain't Safe No More.
"I Know What You Want" leverde Rhymes en Carey een grote wereldhit op. Het nummer was goed voor een 3e positie behaalde in de Billboard Hot 100. In de Nederlandse Top 40 schopte het nummer het tot de 6e positie, en in de Vlaamse Ultratop 50 tot de 8e.